# Герн, Карл Иванович
Карл Иванович Герн (27.10.1815—02.04.1873) — русский генерал, топограф, участник Среднеазиатских походов.

## Биография
Происходил из немецких дворян Витебской губернии, лютеранского исповедания, отец - Иоганн (Иван Иванович) Герн, арендатор, мать - Вильгельмина-Фридерика Герн, урожденная Гаугер. Родился в 1815 г., получил образование в Главном инженерном училище (с 1829 г.), в котором произведён 19 декабря 1832 г., в полевые инженер-прапорщики.
4 января 1835 г. он был зачислен на службу в Петербургскую инженерную команду, но уже 10 января 1835 г. командирован в Оренбургскую инженерную команду.
27 августа 1836 г. Герн был прикомандирован к Генеральному штабу и назначен состоять при отдельном Оренбургском корпусе.
16 июля 1840 г. произведён в подпоручики, в ноябре 1840 г. поступил в Военную академию. Причисленный по окончании её 9 декабря 1842 г. к Генеральному штабу, Герн вернулся на службу в Оренбург (с 7 января 1843 г.). Ему поручено было составление карт Оренбургского края.
9 марта 1844 г. он был произведён в поручики с переводом в Генеральный штаб, а 30 марта назначен исполняющим дела дивизионного квартирмейстера 22-й пехотной дивизии (утверждён в должности с производством в штабс-капитаны 7 апреля 1846 г.).
С мая по сентябрь того же 1844 г. Герн участвовал в экспедиции против мятежного казахского  султана Кенисары Касимова, во время которой под его руководством произведена была съёмка степи на пространстве 9000 квадратных верст.
Весной следующего года он командирован был с отрядом в аулы того же султана для собирания сведений о состоянии его скопищ.
В 1847 г. Герн сопровождал, в качестве офицера генерального штаба, корпусного командира Обручева в поездке для осмотра Оренбургского и Уральского укреплений и возведения нового укрепления при урочище Раиме на p. Сырдарье, за что 21 января 1848 г. награждён орденом св. Владимира 4-й степени.
Летом 1848 г. ему поручено было возведение форта на р. Карабутаке; за исполнение этого поручения он получил 24 декабря орден св. Анны 2-й степени.
Летом 1849 г. он состоял при генерал-майоре Федяеве, инспектировавшем Оренбургское, Уральское и Раимское укрепления. В это время познакомился с Т. Г. Шевченко, который отозвался о нем как о "единственном человеке во всем безлюдном Оренбургском крае".
23 апреля 1850 г. Герн произведен в капитаны, 31 января 1851 г. — в майоры с зачислением по кавалерии и назначением для особых поручений к командиру Оренбургского корпуса, 19 апреля 1853 г. — в подполковники и 4 февраля 1858 г. — в полковники. 26 августа 1856 г. он награждён орденом св. Станислава 2-й степени с императорской короной.
14 июня 1859 г. назначен председателем во Временный совет по управлению Внутренней Киргизской ордой, жил в Хан-Ордасы. Отчислен 18.04.1862 г. с оставлением по армейской кавалерии.
В 1863—1866 гг. Герн состоял по армейской кавалерии и кандидатом в мировые посредники. По выходе в отставку с производством в генерал-майоры, он был назначен мировым посредником 4-го участка Оренбургской уезда.
Умер 2 апреля 1873 г. вследствие удара. В знак его заслуг пенсия была сохранена за вдовой (Софьей Николаевной Герн, урожденной Курочкиной) и дочерьми в полном объеме.
Герн принимал участие в составлении «Военно-статистического обозрения Оренбургской губернии» (СПб. 1848). В «Русском архиве» 1898 г. (т. III, с. 550—555) напечатано его письмо к М. М. Лазаревскому (перепечатано в «Киевской Старине» 1899 г., № 2) со сведениями о пребывании в ссылке в Оренбургском крае Т. Г. Шевченко, бывшего в хороших отношениях с Герном и в 1850 году жившего некоторое время в его квартире; известно что Шевченко нарисовал портрет Герна, но впоследствии портрет был утерян.